# Якшибаев, Роберт Асгатович
Ро́берт Асга́тович Якшиба́ев (баш. Роберт Әсғәт улы Яҡшыбаев) (род. 17 мая 1952, Утягулово, Абзановский район, БАССР, РСФСР, СССР) — советский и российский физик.
Доктор физико-математических наук, профессор; директор Физико-технического института, декан физического факультета, заведующий кафедрой общей физики Башкирского государственного университета.

## Биография
Родился 17 мая 1952 года в деревне Утягулово Абзановского района Башкирской АССР в составе РСФСР СССР.
В 1974 году окончил Уральский институт в городе Свердловске, с 1977-го по 1978-й работал там же.
С 1978 года работает в Башкирском государственном университете. В 1993—1994-х и с 2000-го — декан физического факультета и заведующий кафедрой общей физики, с 2010-го — директор Физико-технического института.
В 1992 году получил степень доктора физико-математических наук, в 1993-м — звание профессора.
В 1994—1999 годах — председатель Государственного комитета Республики Башкортостан по науке, высшему и среднему профессиональному образованию.
В 1998 году был награждён почётным званием «Заслуженный деятель науки Республики Башкортостан», в 2002-м — «Почётный работник высшего профессионального образования Российской Федерации».

## Научная деятельность
Автор 7 изобретений и около 180 научных трудов, среди которых:
- Изучение суперионного фазового перехода в системе CuCr1-xVxS2 рентгенографическим и магнитным методами // Физика твёрдого тела. — 2000. — Т.42. — Вып. 8 (в качестве соавтора);
- Электронный переход в интеркалированном диcульфиде CuCrS2 // Физика твёрдого тела — 2004. — Т.46. — Вып. 12 (в качестве соавтора).

Научная деятельность посвящена синтезу и изучению структурных особенностей и физических свойств сложных халькогенидных соединений. Исследовал соединения с высокой ионной и смешанной ионно-электронной проводимостью, сформулировал критерии сверхвысокой ионной проводимости.

## Награды
- Почётное звание «Заслуженный деятель науки Республики Башкортостан» (1999)[1];
- Почётное звание «Почётный работник высшего профессионального образования Российской Федерации» (2002)[1].